# Гробница народних хероја у Загребу
Гробница народних хероја у Загребу, рад вајара Ђуре Кавурића, изграђена је 1950. године и налази се на гробљу Мирогој. У гробници су сахрањени не само народни хероји, већ и неке од истакнутих личности радничког покрета Југославије.
Гробница је израђена од трогирског и брачког камена, а до ње води поплочана стаза. Изнад крипте у којој се налазе посмртни остаци стоје две плоче с именима сахрањених, а између њих бронзани поклопац. Испред крипте налази се монументални зид, на чијој је површини приказ вијореће заставе.
Непознати вандали су у ноћи 1. фебруара 2001. године поставили експлозив пред зид, што је озбиљно оштетило његов спољни део и пореметило статику. Представници културног и јавног живота у Хрватској оштро су осудили овај чин. Штета на гробници је убрзо била санирана.

## Списак сахрањених у гробници
- уписани на десној плочи:
  - Јанко Мишић (1900-1929), организациони секретар ЦК СКОЈ-а
  - Златко Шнајдер (1903-1931), секретар ЦК СКОЈ-а
  - Јосип Адамић (1907-1931), члан МК КПЈ за Загреб и секретар ПК СКОЈ-а за Хрватску
  - Никола Хећимовић (1900-1929), секретар „Црвене помоћи“
  - Раде Кончар (1911-1942), политички секретар ЦК КПХ, командант Оперативног партијског руководства Хрватске и народни херој
  - Војин Ковачевић (1913-1941), члан Бироа МК КПХ за Загреб и народни херој
  - Ђуро Салај (1889-1958), председник Савеза синдиката Југославије
  - Стјепан Дебељак (1908-1968), друштвено-политички радник и народни херој
  - Ката Пејновић (1899-1966), друштвено-политички радник и народни херој
  - Раде Грмуша (1907-1975), генерал-мајор ЈНА и и народни херој
  - Миле Почуча (1899-1979), друштвено-политички радник и народни херој
  - Изидор Штрок (1911-1984), пуковник ЈНА и народни херој
  - Душан Егић (1916-1985), генерал-потпуковник ЈНА и народни херој
  - Динко Шуркало (1920-2010), адмирал ЈРМ и народни херој
  - Славко Комар (1918-2012), друштвено-политички радник и народни херој
  - Раде Булат (1920-2013), генерал-потпуковник ЈНА и народни херој

- уписани на левој плочи:
  - Перо Поповић Ага (1905-1930), организациони секретар ЦК СКОЈ-а
  - Јосип Дебељак (1902-1931), секретар ЦК СКОЈ-а
  - Јосип Колумбо (1905-1930), политички секретар ЦК СКОЈ-а
  - Паја Маргановић (1904-1929), секретар ЦК СКОЈ-а
  - Јосип Краш (1900-1941), члан ЦК КПХ и ЦК КПЈ, један од организатора устанка у Карловцу и околини и народни херој
  - Јанко Гредељ (1916-1941), радник у илегалној штампарији ЦК КПХ у Загребу и народни херој
  - Божидар Масларић (1895-1963), друштвено-политички радник и народни херој
  - Већеслав Хољевац (1917-1970), друштвено-политички радник, градоначелник Загреба и народни херој
  - Урош Крунић (1914-1973), генерал-мајор ЈНА и и народни херој
  - Павле Вукомановић (1903-1977) потпуковник ЈНА и народни херој
  - Душан Ћорковић (1921-1980), генерал-пуковник ЈНА
  - Адам Петровић (1913-1984), друштвено-политички радник и народни херој
  - Стеван Опсеница (1913-2002), генерал-мајор ЈНА и народни херој
  - Милан Купрешанин (1911-2005), генерал-пуковник ЈНА и народни херој
  - Фрањо Кнебл (1915-2006), генерал-мајор ЈНА и народни херој
  - Милутин Балтић (1920-2013), друштвено-политички радник и народни херој
  - Јаков Блажевић (1912-1996), друштвено-политички радник и народни херој